# São Gonçalo Esporte Clube
São Gonçalo Esporte Clube é uma agremiação esportiva, fundada em 10 de novembro de 2010, sediada na cidade de São Gonçalo, no estado do Rio de Janeiro.

## História

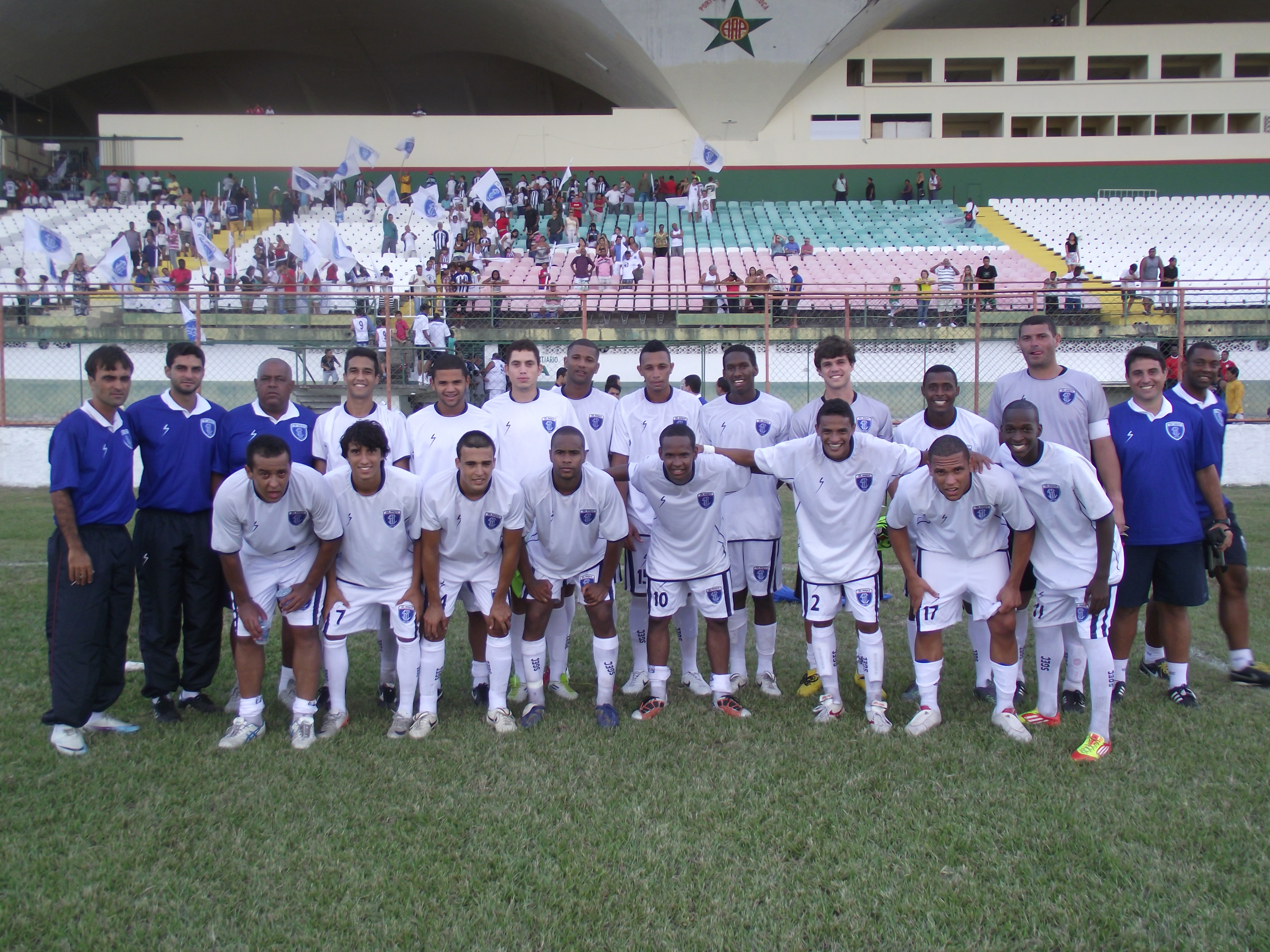
Equipe profissional do São Gonçalo Esporte Clube

O São Gonçalo Esporte Clube, fundado em 10 de novembro de 2010, estreou em 2012 como time profissional na antiga Série C (atual B2) do Campeonato Estadual do Rio de Janeiro.
O Clube reúne, no total, dois títulos pelo profissional e três nas categorias de base.
Em 2013, o profissional sagrou-se campeão da Série C e disputou a B em 2014. No ano seguinte voltou à C e foi novamente campeão em 2016. Desde 2017, mantém-se na B1.
Nas divisões de base, onde disputa o Carioca nas categorias Sub15, Sub17 e Sub20, o Mais Querido de São Gonçalo tem três títulos: na Série B2 do Sub20, em 2012; na série B1 do Sub15, em 2014; e, também na Série B1 do Sub17, em 2017.
Também disputa, regularmente, os torneios Octávio Pinto Guimarães – OPG e Guilherme Embry, com ótima colocação em 2019, ficando atrás somente das equipes tradicionais.
Em 2021, se prepara para disputar o Campeonato Carioca Série B1, com o profissional e, ainda, com as categorias Sub15, Sub17 e Sub20. Também treina para disputar a Guilherme Embry com o Sub16 e o Metropolitano nas categorias Sub12, Sub13 e Sub14.
No futsal, o São Gonçalo ganhou dois títulos, nas Séries Bronze e Prata. Está presente nas categorias de base da Série Ouro Especial, com o Sub8, Sub10 e Sub12 e na Série Prata, com o Sub9, Sub11 e Sub13. Na Série Bronze foi campeão em 2018, com o Sub11 e Sub13 e na Série Prata foi campeão em 2020, com o Sub13.
E, na campanha de 2021 disputa a Série Ouro, nas categorias Sub9, Sub11 e Sub13 e a Série Ouro Especial nas categorias Sub8, Sub10 e Sub12.
Em breve, o São Gonçalo montará seus times de futebol feminino no profissional e no futsal.
A principal rivalidade do clube é contra o São Gonçalo FC, com o clássico sendo chamado de Clássico dos Xarás.
Em 2024, o clube foi campeão do Campeonato Carioca Série B1, equivalente a 3ª divisão do estadual, ao vencer o Pérolas Negras nos pênaltis, conquistando o 3º título na competição.
Em 2025, a equipe disputa o Campeonato Carioca Série A2, juntamente com outras 11 equipes. Na última rodada da fase de grupos, a equipe conquistou a Taça Santos Dumont, após perder para o Araruama por 1 a 0. Mesmo com a derrota, o clube conquistou a tradicional taça, graças a vitória do América contra o Americano, que além de salvar a equipe do rebaixamento, o resultado também tirou as chances do Americano.

## Títulos
Campeão Invicto
| ESTADUAIS          | ESTADUAIS                                | ESTADUAIS | ESTADUAIS         |
|                    | Competição                               | Títulos   | Temporadas        |
| ------------------ | ---------------------------------------- | --------- | ----------------- |
|                    | Campeonato Carioca de Futebol - Série B1 | 3         | 2013, 2016 e 2024 |
| TURNOS DO ESTADUAL |                                          |           |                   |
|                    | Competição                               | Títulos   | Temporadas        |
|                    | Taça Santos Dumont                       | 1         | 2025              |

### Categorias de Base
- Campeonato Carioca Série C Sub20 - Temporada 2012
- Campeonato Carioca Série B/C Sub15 - Temporada 2014

## Campanhas
| Campanhas Campeonatos Estaduais | Campanhas Campeonatos Estaduais | Campanhas Campeonatos Estaduais | Campanhas Campeonatos Estaduais |
| Ano                             | Competição                      | Competição                      | Colocação                       |
| ------------------------------- | ------------------------------- | ------------------------------- | ------------------------------- |
| 2012                            | Série B1                        | Série B1                        | 6º Lugar                        |
| 2013                            | Série B1                        | Série B1                        | Campeão                         |
| 2014                            | Série A2                        | Série A2                        | 15º Lugar                       |
| 2015                            | Série B1                        | Série B1                        | 7º Lugar                        |
| 2016                            | Série B1                        | Série B1                        | Campeão                         |
| 2017                            | Série A2                        | Série A2                        | 8º Lugar                        |
| 2018                            | Série A2                        | Série A2                        | 9º Lugar                        |
| 2019                            | Série A2                        | Série A2                        | 10º Lugar                       |
| 2020                            | Série A2                        | Série A2                        | 14º Lugar                       |
| 2021                            | Série B1                        | Série B1                        | 3º Lugar                        |
| 2022                            | Série B1                        | Série B1                        | 6º Lugar                        |
| 2023                            | Série B1                        | Série B1                        | 9º Lugar                        |
| 2024                            | Série B1                        | Série B1                        | Campeão                         |
| 2025                            | Série A2                        | Série A2                        | Vice-campeão                    |

| Campanhas Copa Rio | Campanhas Copa Rio |
| Ano                | Colocação          |
| ------------------ | ------------------ |
| 2013               | 19º Lugar          |
| 2016               | 10º Lugar          |
| 2017               | 3º Lugar           |
| 2018               | 6º Lugar           |
| 2022               | 21º Lugar          |
| 2025               | 19º Lugar          |

## Grandes jogadores
- Silvio Luiz
- Roberto Brum
- Luiz Alberto